# Vastseliina
Vastseliina è un comune rurale dell'Estonia meridionale, nella contea di Võrumaa. Il centro amministrativo è l'omonimo borgo (in estone alevik).

## Località
Oltre al capoluogo il comune comprende 46 località (in estone küla) e 1 borgo.

### Borghi
Vastseliina

### Villaggi
Haava - Halla - Heinasoo - Hinniala - Hinsa - Holsta - Illi - Indra - Jeedasküla - Juraski - Kaagu - Käpa - Kapera - Kerepäälse - Kirikumäe - Kõo - Kornitsa - Kõrve - Külaoru - Kündja - Lindora - Loosi - Luhte - Mäe-Kõoküla - Möldri - Mutsu - Ortuma - Paloveere - Pari - Perametsa - Plessi - Puutli - Raadi - Saarde - Savioja - Sutte - Tabina - Tallikeste - Tellaste - Tsolli - Vaarkali - Vana-Saaluse - Vana-Vastseliina - Vatsa - Viitka - Voki